# Epiplema sreapa
Epiplema sreapa är en fjärilsart som beskrevs av Swinhoe. Epiplema sreapa ingår i släktet Epiplema och familjen Uraniidae. Inga underarter finns listade i Catalogue of Life.